# ポルトガルの国旗
ポルトガルの国旗（ポルトガルのこっき）は旗竿側5分の2に緑、旗尾側5分の3に赤の縦二色に盾など国章の主要部分を配した旗。
一説に、緑は希望や誠実を、赤は共和国成立の革命を表すとされる。また、緑は希望と誠実さを表すとともに勇敢なるアヴィス騎士団（ポルトガルアヴィス朝建国に関わる）のシンボルカラーであり、赤は大航海時代、新しい発見や未知なる大地を目指し、大洋と闘った輝けるポルトガル人の先人たちの犠牲の血を表している、とする説もある。
金色（黄色）の球状の物体は、大航海時代の航海用具・渾天儀である。ポルトガルの先人による測量術の発展と、それによる新規航路の発見を表し、つまりはポルトガル海上帝国の輝かしい歴史を表している。「ポルトガル」という国名自体が、初期に都が置かれた町ポルトのラテン語旧名「ポルトゥス・カレ（カレ港の意味：ローマ時代に遡る都市)」から由来する。ポルトガルと海・航海は、切り離せない関係といえる。
盾の中の七つの黄色い城はルコンキシュタ（レコンキスタ、国土回復運動）の終わりにアフォンソ3世がベルベル人（ムーア人）から奪い返した城砦を、五つの青い盾はオーリッケの戦い（1139年）をめぐる初代ポルトガル王アフォンソ1世の伝説にある敵の五人の王を、青い盾の中にある五つの白い円はキリストの五つの聖痕を表すとされている。
五つの盾にまつわる伝説とは、オーリッケの戦いの直前にポルトゥカーレ伯アフォンソ（後の初代ポルトガル王アフォンソ1世）の前に隠者があらわれ、ムーア人に対する勝利を約束したという「奇跡」である。この戦いでアフォンソはムーア人の王五人を殺して大勝し、この戦いを記念して五つの盾を王の印としたとされる。
しかし、かつての国旗では城の数も七つより多く描かれていたなど、五つの盾と七つの城のいわれについては確実なものはない。おそらく15世紀初めまでに、ポルトガルの国民意識高揚にともない、ポルトガル国家の始まりを神による神聖なる介入におき、国家の使命を神聖なものとすべく作られた伝説と考えられている。
現行の国旗は、1910年に王政が廃され、共和政が成立した際に制定された。それまでの君主制の時代と決別するため、白と青を基調にした歴代のポルトガルの国旗とは全く異なる配色となった。

?部隊旗
軍艦用国籍旗
大統領旗
議会旗
首相旗
部長旗

## ポルトガル国旗の変遷

? 1095年
?1143年
?1185年
? 1245年/1248年 - 1385年
? 1385年 - 1485年
? 1485年 - 1495年
? 1495年 - 1521年
? 1521年 - 1578年
? 1578年 - 1640年
? 1640年 - 1667年
? 1667年 - 1707年
? 1707年 - 1816年
? 1816年 - 1826年
? 1826年 - 1830年/1834年
? 1830年 - 1910年
? 1830年 - 1910年の船用国旗